# Новослободка (Новосибирская область)
Новослободка — посёлок в Мошковском районе Новосибирской области. Входит в состав городского поселения рабочий посёлок Мошково. 

## География
Площадь посёлка — 28 гектаров.

## Население
| 2002 | 2007 | 2010 |
| ---- | ---- | ---- |
| 22   | ↗25  | ↘4   |

## Инфраструктура
В посёлке по данным на 2007 год отсутствует социальная инфраструктура.